# 堺市立浜寺昭和小学校
堺市立浜寺昭和小学校（さかいしりつ はまでらしょうわしょうがっこう）は、大阪府堺市西区にある公立小学校。
1933年に泉北郡浜寺町（当時）の浜寺尋常高等小学校（現・堺市立浜寺小学校）から分離する形で開校した。
中学校区では、浜寺南中学校区に属する。

## 沿革
- 1933年 - 泉北郡浜寺昭和尋常小学校として開校。
- 1941年4月 - 泉北郡浜寺昭和国民学校と改称。
- 1942年7月 - 泉北郡浜寺町が堺市へ編入されたのに伴い、堺市浜寺昭和国民学校と改称。
- 1947年4月 - 堺市立浜寺昭和小学校に改称。

## 通学区域
- 堺市西区 浜寺南町1-3丁、浜寺元町1-6丁、浜寺昭和町1-5丁、浜寺公園町1-4丁、築港浜寺西町

## 交通
- 南海本線浜寺公園駅・阪堺電気軌道阪堺線浜寺駅前停留場から北東へ500m

## 主な出身者
- 籔内佐斗司
課外授業 ようこそ先輩にて同校で授業を行ったこともある。

才賀紀左衛門
小畑隆一　オリンピック選手(馬術)
- 達孝太